# كريغ هتشينسون
كريغ هتشينسون (بالإنجليزية: Craig Hutchinson) (و. 1891 – فبراير 1976 م) هو مخرج أفلام، وكاتب سيناريو أمريكي، ولد في أوستين.

## وصلات خارجية
- كريغ هتشينسون على موقع IMDb (الإنجليزية)
- كريغ هتشينسون على موقع ألو سيني (الفرنسية)
- كريغ هتشينسون على موقع أول موفي (الإنجليزية)
- كريغ هتشينسون على موقع قاعدة بيانات الأفلام السويدية (السويدية)
- كريغ هتشينسون على موقع قاعدة بيانات الفيلم (الإنجليزية)
- كريغ هتشينسون على موقع كينوبويسك (الروسية)